# Тернопільський Боян
«Тернопільський Боян» — українське музично-хорове товариство, яке було осередком культурного життя Західного Поділля.

## Історія
Створено в 1901 році на основі міського хору з метою пропаганди української музичної культури в Галичині й музичного виховання населення. У статуті було зазначено, що товариство ставить собі за мету «плекання головно українського руського співу як хорального, так і сольового, а рівно ж музики інструментальної».
Його заснували в 1900 році Олександр Гриневицький, Володимир Левицький, Іван Копач, Омелян Терлецький, Юрій Ґеців, Михайло Юрків, Євген Топольницький, Володимир Загайкевич, Яків Миколаєвич, Степан Бохенський, Леопольд Кручковський.
1901—1910 — першим головою хорового товариства був Ісидор Мидловський.
«Тернопільський Боян» утримував бібліотеку, музичну школу (1913—1914), курси диригентів сільських хорів, скрипковий ансамбль, мішаний хор. Товариство влаштовувало конкурси, підтримувало хори та музичні видання.
Товариство організовував концерти відомих співаків та музикантів в м. Тернополі та за його межами. В них брали участь співаки Г. Крушельницька, О. Любич-Парахоняк, цитрист Є. Купчинський, скрипаль І. Левицький, диригенти О. Терлецький, В. Березовський та інші відомі музиканти.
Хор «Тернопільського Бояна» славився виконанням народних пісень. У репертуарі хору були твори Д. Бортнянського, М. Лисенка, М. Леонтовича, В. Матюка, Ф. Колесси, Д. Січинського, С. Людкевича, Г. Топольницького, П. Чайковського, С. Воробкевича, С. Людкевича, А. Вахнянина і навіть складні партії із опер Р. Ваґнера.
Під час Першої світової війни товариство «Тернопільський Боян» перервало свою роботу. Його діяльність відновилася в період національно-визвольних змагань 1918—1920 років. 21 вересня 1918 року відбулися вибори нового комітету.
24 травня 1931 року відбувся великий ювілейний концерт з нагоди 30-річчя «Бояна».
На основі товариства «Тернопільський Боян» в 1939 році створено Тернопільську обласну хорову капелу, яку згодом розформували.

## Диригенти
- Остап Нижанківський,
- Денис Січинський,
- Омелян Терлецький,
- Іван Копач,
- Володимир Менцінський,
- Василь Безкоровайний
- Амвросій Березовський.